# Schismatoglottis pudenda
Schismatoglottis pudenda är en kallaväxtart som beskrevs av Alistair Hay. Schismatoglottis pudenda ingår i släktet Schismatoglottis och familjen kallaväxter. Inga underarter finns listade.